# Уго Сконочіні
Уго Сконочіні (ісп. Hugo Sconochini, 10 квітня 1971) — аргентинський баскетболіст.
Олімпійський чемпіон 2004 року.
Срібний призер Ігор доброї волі 2001 року.
Срібний призер Чемпіонату світу 2002 року.
Чемпіон Америки 2001 року, бронзовий призер 1999 року.
Чемпіон Південної Америки 2001 року.
Бронзовий призер FIBA Diamond Ball 2004 року.
Переможець молодіжного чемпіонату Південної Америки (U-20) 1993 року.
Переможець юнацького чемпіонату Південної Америки (U-17) 1988 року.